# Aeroporto di Doncaster-Sheffield
L'Aeroporto di Doncaster/Sheffield o Aeroporto di Doncaster/Sheffield-Robin Hood (IATA: DSA, ICAO: EGCN) è un aeroporto britannico situato nella cittadina di Finningley, nella contea del South Yorkshire, che serve le città di Doncaster e Sheffield.